# Powstanie na półwyspie Shimabara
Powstanie na półwyspie Shimabara (jap. 島原の乱 Shimabara no ran) – powstanie w Japonii w okresie Edo w latach 1637–1638. 
Brało w nim udział ponad 27 tys. buntowników, z czego dużą część stanowili chłopi wyznający chrześcijaństwo. Był to jeden z niewielu tak dużych zrywów w stosunkowo spokojnym okresie siogunatu Tokugawa. Bezpośrednią przyczyną było podniesienie podatków spowodowane budową nowego zamku w Shimabarze przez klan Matsukura, które wywołało niezadowolenie wśród lokalnych chłopów i bezpańskich samurajów, rōninów. Do wybuchu otwartego buntu w 1637 roku przyczyniły się dodatkowo prześladowania religijne miejscowych chrześcijan. Do stłumienia powstania siogunat Tokugawa (Tokugawa bakufu) wysłał ponad 125 tys. żołnierzy, którzy po długim oblężeniu zamku Hara pokonali broniących się w twierdzy buntowników.
Po upadku buntu ścięto wszystkich uczestników i sympatyków powstania, a w całym kraju nasilono prześladowania wobec chrześcijan, które trwały aż do połowy XIX wieku. Japonia zaczęła także stosować politykę izolacjonizmu.

## Podłoże i przyczyny
W połowie lat 30. XVII wieku niezadowoleni z wysokich podatków i cierpiący z powodu głodu chłopi z półwyspu Shimabara i wysp Amakusa zbuntowali się przeciwko swoim panom feudalnym. Największe rozruchy miały miejsce w lennie Shimabara należącym do Katsuie Matsukury i lennie Karatsu należącym do Katataki Terasawy (także: Terazawy). W niektórych źródłach powstanie jest określane jako "chłopskie", co jest jednak nie do końca precyzyjne, gdyż do buntu przyłączyli się również głodujący rybacy, rzemieślnicy i kupcy oraz wyznający chrześcijaństwo, bezpańscy samurajowie, zwani rōninami, służący niegdyś rodom takim jak Amakusa czy Shiki, które zamieszkiwały dawniej w tym regionie, ale będący także dawnymi wasalami rodów Arima i Konishi.
Shimabara była lennem należącym do chrześcijańskiego rodu Arima; w rezultacie wielu mieszkańców przyjęło religię chrześcijańską. Ród Arima został wysiedlony z Shimabary w 1614 roku i zastąpiony przez ród Matsukura. Nowy pan, Shigemasa Matsukura, liczył na wzmocnienie swojej pozycji, więc chcąc przypodobać się siogunatowi angażował się w różne projekty budowlane, w tym budowę i rozbudowę zamku Edo, a także planował inwazję na wyspę Luzon. W Shimabarze wzniósł Shigemasa Matsukura nowy zamek, obciążając przy tym ludzi ze swojego nowego lenna większymi podatkami; wkrótce potem zaczął represjonować chrześcijan. Z dotychczasowej polityki nie zrezygnował także spadkobierca Shigemasy, Katsuie.
Mieszkańcy wysp Amakusa, które były dawniej częścią lenna Yukinagi Konishiego, doświadczyli podobnych prześladowań z rąk rodziny Terasawa, która tak samo jak rodzina Matsukura została przeniesiona do nowego lenna.

## Przebieg

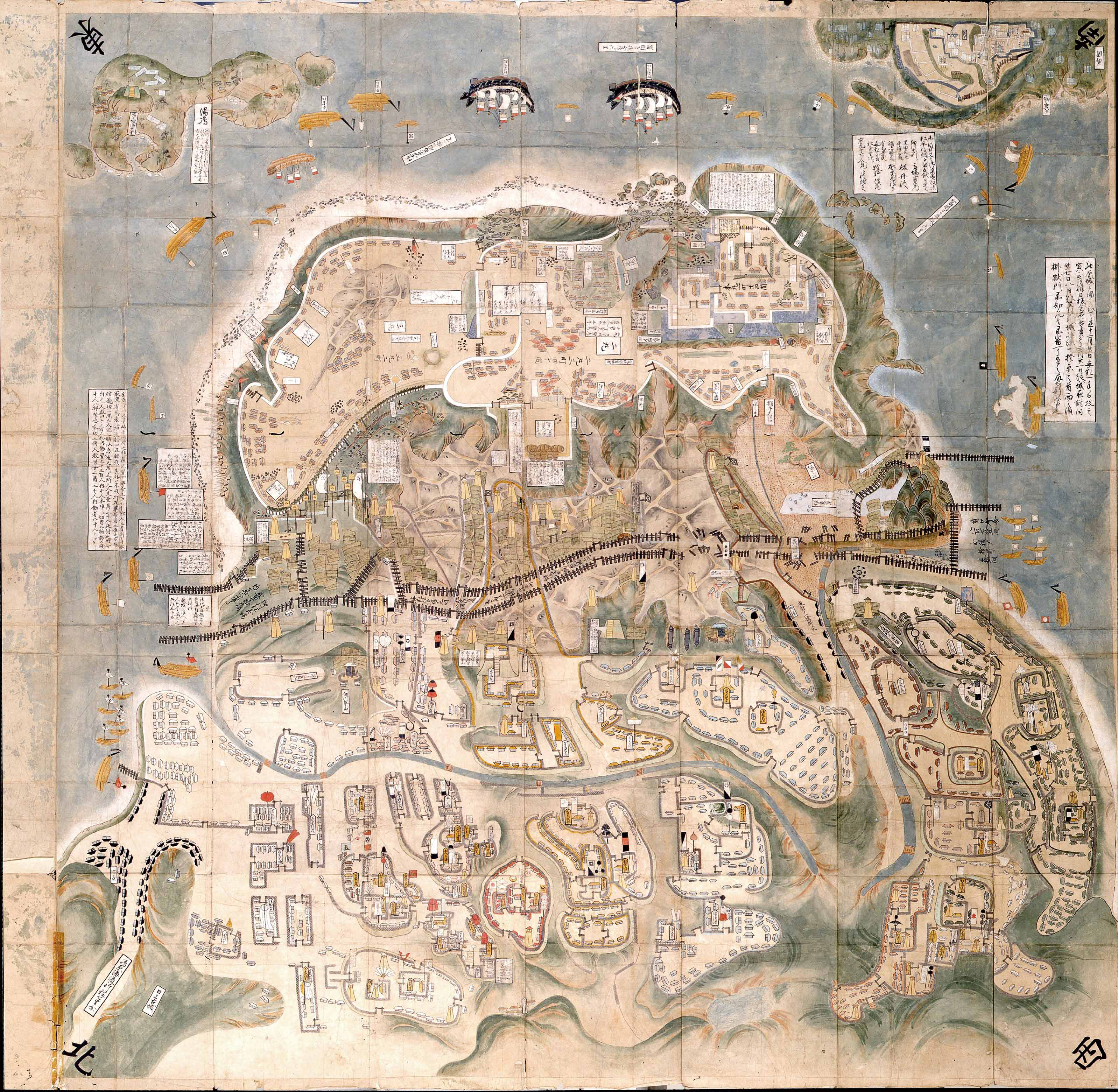
Mapa bitwy Shimabara

### Początek

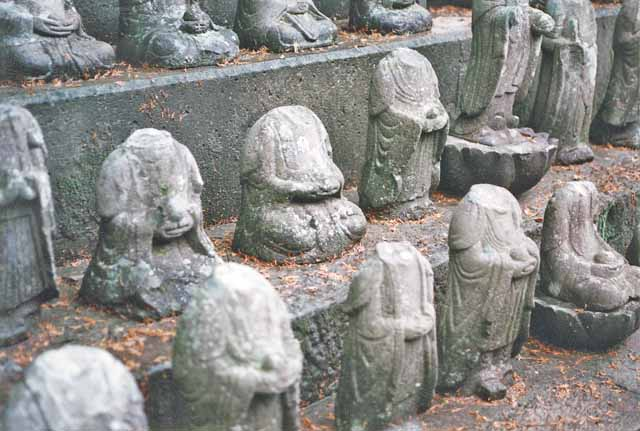
Buddyjskie posągi przedstawiające bosatsu (bodhisattwę) Jizō, pozbawione głów przez zbuntowanych chrześcijan

Niezadowoleni z panującej sytuacji rōninowie z regionu Shimabara, podobnie jak chłopi, zaczęli spotykać się w tajemnicy i planować powstanie. Rozruchy zaczęły się jesienią 1637 roku, kiedy zamordowano lokalnego zarządcę (daikan), Hyōzaemona Hayashiego. W tym samym czasie rozpoczął się także bunt na wyspach Amakusa. Siły powstańców szybko się zwiększyły, gdyż zmuszali oni mieszkańców zdobytych ziem do przyłączenia się do walki. Na przywódcę powstania wybrano charyzmatycznego, szesnastoletniego Shirō Amakusę.
Buntownicy z wysp Amakusa rozpoczęli oblężenie zamków Tomioka i Hondo, należących do klanu Terasawa, jednak tuż przed upadkiem obu twierdz na miejsce przybyły armie z sąsiednich lenn i zmusiły powstańców do odwrotu. Wkrótce potem buntownicy przeprawili się przez zatokę Ariake. Przez krótki okres oblegali należący do Katsuie Matsukury zamek Shimabara, jednak zostali ponownie odepchnięci. Powstańcy z Shimabary i wysp Amukusa zebrali się wówczas w ruinach zamku Hara. Budynek znajdował się dawniej w posiadaniu klanu Arima, lecz członków rodu przeniesiono do lenna Nobeoka, a opuszczony zamek rozebrano. Powstańcy wznieśli w tym miejscu palisady z drewna pochodzącego z łodzi, na których dotarli na półwysep. Byli oni dobrze wyposażeni, gdyż posiadali broń, amunicję i prowiant, które zrabowali wcześniej z magazynów klanu Matsukura.

### Oblężenie zamku Hara

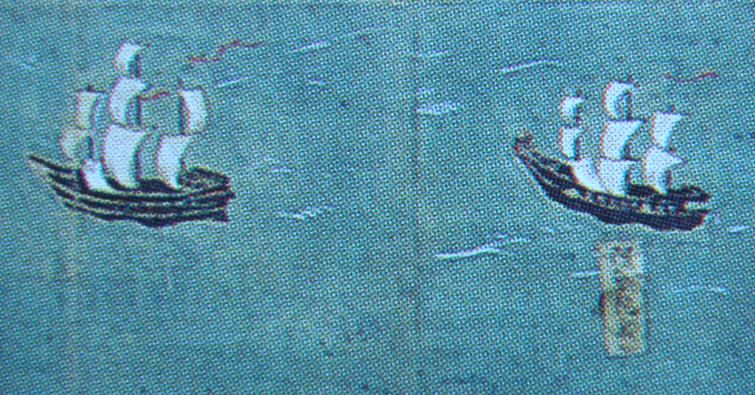
Statki holenderskie podczas oblężenia (detal)

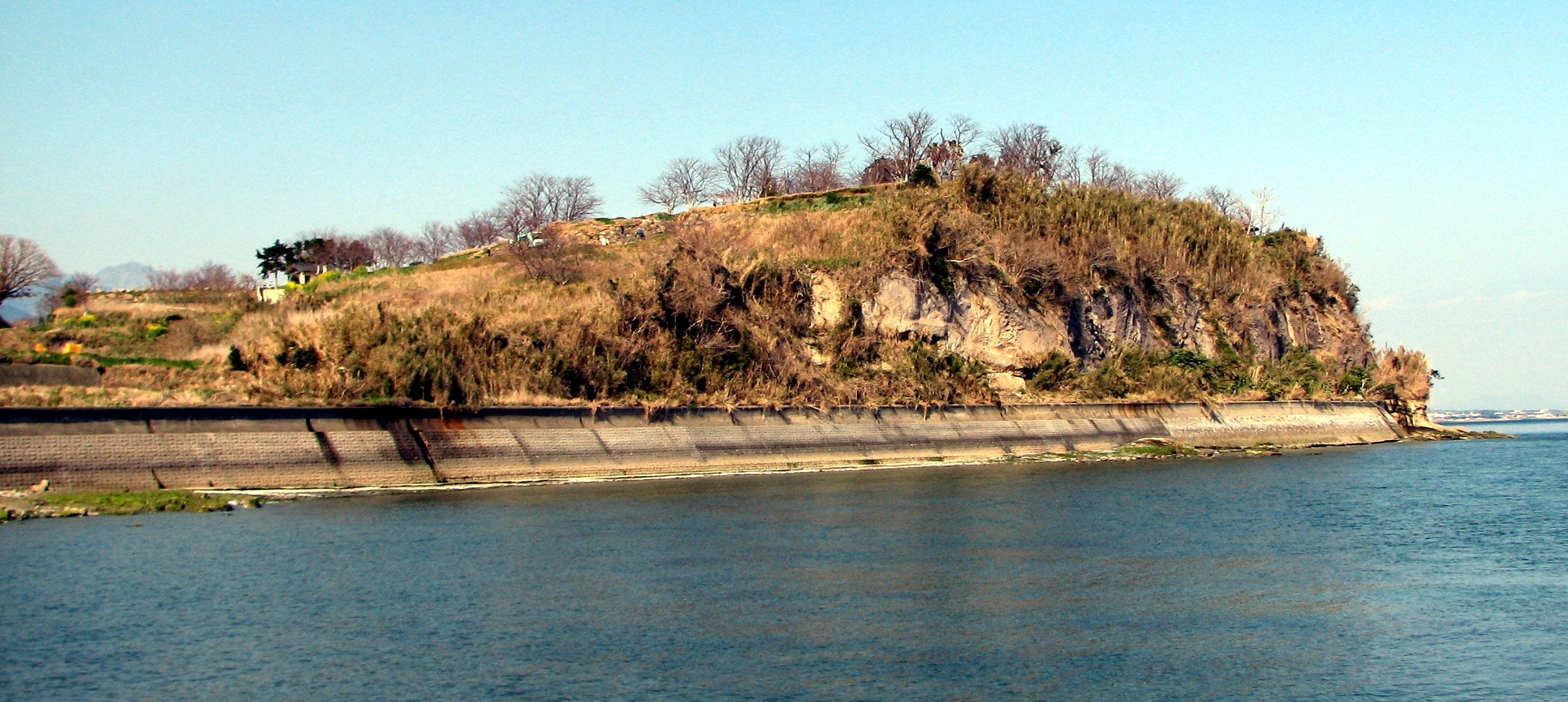
Ruiny zamku Hara

Z rozkazu siogunatu połączone armie lokalnych feudałów pod dowództwem Shigemasy Itakury rozpoczęły oblężenie twierdzy Hara. W szeregach wojsk oblężniczych obecny był m.in. słynny samuraj Musashi Miyamoto, który doradzał Tadatoshiemu Hosokawie.
W czasie oblężenia wojska siogunatu wystosowały prośbę o wsparcie do Holendrów, którzy zgodzili się udzielić pomocy i najpierw zaopatrzyli je w proch, a później w armaty. Nicolaes Couckebacker, szef holenderskiej faktorii w Hirado, po dostarczeniu prochu i armat został poproszony o przysłanie statku. Holender osobiście odeskortował statek de Ryp na pozycję w pobliżu twierdzy Hara. Wysłane wcześniej działa zostały ustawione w baterie i wkrótce rozpoczął się zmasowany ostrzał zamku, prowadzony także ze statku de Ryp, na którym znajdowało się 20 dział. Trwający piętnaście dni ostrzał z morza nie przyniósł jednak żadnego rezultatu. Co więcej, podczas wymiany ognia powstańcom udało się zestrzelić dwóch Holendrów, którzy pełnili funkcję obserwatorów na bocianim gnieździe. Statek został wycofany na prośbę armii siogunatu po otrzymaniu pogardliwych wiadomości wysyłanych przez rebeliantów, w których zarzucono jej brak honoru i wysługiwanie się cudzoziemcami.

### Końcowa faza powstania
Podczas prób zajęcia twierdzy zginął Shigemasa Itakura. Wkrótce potem na pole bitwy przybyło więcej oddziałów siogunatu dowodzonych przez Nobutsunę Matsudairę, który zastąpił Itakurę. Jednakże buntownicy broniący zamku Hara przez kilka miesięcy skutecznie odpierali ataki, zadając przy tym spore straty wojskom siogunatu. Szczególnie trudne były dla obu stron walki w okresie zimowym. 3 lutego 1638 roku buntownicy dokonali najazdu na przeciwnika, zabijając przy tym 2 tys. żołnierzy z lenna Hizen. Akcja nie przyniosła jednak żadnych większych korzyści, a powstańcom powoli zaczęły wyczerpywać się zgromadzone zapasy jedzenia i amunicji.
Do ostatecznych starć pomiędzy buntownikami a wojskami siogunatu doszło w kwietniu 1638 roku. 4 kwietnia zdesperowani powstańcy przypuścili szturm na wojska oblężnicze, lecz akcja nie powiodła się. Szturmowcy, którzy przeżyli i zostali pojmani, ujawnili, że w fortecy brakuje jedzenia i prochu.
12 kwietnia 1638 roku oddziały klanu Kuroda z Hizen dokonały szturmu na twierdzę i zajęły zewnętrzne fortyfikacje. Buntownicy bronili się, zadając przy tym dużo strat, jednak 15 kwietnia zostali ostatecznie rozbici.

### Wojska
Powstanie na półwyspie Shimabara było pierwszym od czasu oblężenia Osaki (1614–1615) tak dużym buntem, do którego stłumienia siogunat musiał wystawić armię złożoną z oddziałów pochodzących z różnych lenn. Pierwszy głównodowodzący, Shigemasa Itakura, miał 800 osób bezpośrednio pod swoim dowództwem; jego następca, Nobutsuna Matsudaira, dysponował 1,5 tys. osób. Zastępca głównodowodzącego, Ujikane Toda, posiadał oddziały liczące w sumie ok. 2,5 tys. ludzi. W walkach brało też udział 2,5 tys. samurajów z lenna Shimabara. Większość ludzi w armii siogunatu pochodziła z lenna Shimabara i lenn sąsiednich. Największe, liczące 35 tys. ludzi, oddziały przybyły z lenna Saga i dowodził nimi Katsushige Nabeshima. Duże siły pochodziły także z lenn Kumamoto i Fukuoka; Tadatoshi Hosokawa z Kumamoto dowodził 23,5 tys. ludzi, a Tadayuki Kuroda z Fukuoki 18 tys. ludzi. W walkach brało też udział: 8,3 tys. żołnierzy z lenna Kurume pod dowództwem Toyoujiego Arimy, 5,5 tys. żołnierzy z lenna Yanagawa pod dowództwem Muneshige Tachibany, 7570 żołnierzy z lenna Kuratsu pod dowództwem Katataki Terasawy, 3,3 tys. żołnierzy z lenna Nabeoka pod dowództwem Naozumiego Arimy, 6 tys. żołnierzy z lenna Kokura pod dowództwem Tadazane Ogasawary i Matabei Takady, 2,5 tys. żołnierzy z lenna Nakatsu pod dowództwem Nagatsugu Ogasawary, 1,5 tys. żołnierzy z lenna Bungotakada pod dowództwem Shigenao Matsudairy oraz tysiąc żołnierzy z lenna Kagoshima pod dowództwem Arinagi Yamady. 
Jedynymi wojskami spoza Kiusiu, oprócz osobistych oddziałów głównodowodzącego, były oddziały z lenna Fukuyama, liczące 5,6 tys. ludzi pod dowództwem Katsunariego Mizuno. W walkach brały udział także inne oddziały, jednak ich liczebność nie przekraczała ośmiuset osób. W sumie, armia siogunatu liczyła ok. 125,8 tys. żołnierzy. Całkowita liczba powstańców nie jest dokładnie znana. Szacuje się, że ok. 14 tys. brało bezpośredni udział w walkach a ok. 13 tys. schroniło się w zamku Hara, w czasie jego oblężenia. Część źródeł podaje, że liczba powstańców mogła wynosić od 27 do 37 tys.

## Skutki
Po upadku zamku Hara wojska siogunatu ścięły wszystkich powstańców i sympatyków powstania; głowę Shirō Amakusy zabrano do Nagasaki, gdzie wystawiono ją na pokaz. Cały kompleks zamkowy doszczętnie spalono i zakopano razem z ciałami.
Katsuie Matsukura popełnił samobójstwo, a jego posiadłości zostały przekazane Tadafusie Kōrikiemu. Członkom klanu Terasawa udało się przeżyć, jednak dziesięć lat później klan wyginął, ponieważ Katataka Terasawa zmarł bezpotomnie.
Siogunat podejrzewał, że katolicy z Zachodu byli zaangażowani w szerzenie buntu i wyrzucił Portugalczyków z Japonii zabraniając im powrotu. Kolejnym posunięciem siogunatu było zwolnienie klanów, które dostarczyły wsparcia militarnego, z obowiązku opłacenia wkładu budowlanego. Od 1639 roku zaczęto bardziej restrykcyjnie stosować politykę izolacji Japonii. Już istniejący zakaz chrześcijańskich obrzędów zaczął być rygorystycznie egzekwowany, a chrześcijanie w Japonii zostali zmuszeni do zejścia do podziemia.
Liczba ludności w wielu miejscowościach na półwyspie Shimabara drastycznie spadła. Aby nie doprowadzić do wyjałowienia pól ryżowych i innych ziem uprawnych sprowadzano osadników z różnych regionów Japonii. Wszyscy mieszkańcy zostali przypisani do swoich świątyń, w których kapłani mieli obowiązek potwierdzenia ich przynależności religijnej.
Nie licząc cyklicznych, lokalnych powstań chłopskich, powstanie na półwyspie Shimabara było ostatnim tak dużym starciem zbrojnym w Japonii, aż do lat 60. XIX wieku.